# 플라마리옹 판화
플라마리옹 판화(프랑스어: Gravure sur bois de Flammarion)는 제작자 불명의 목각화 작품이다. 목판화로 자주 혼동된다. 저자가 미상이기에 원제목도 당연히 알려져 있지 않다. 프랑스 천문학자 카미유 플라마리옹의 1888년 책에 수록되어 플라마리옹 판화라고 한다. 지식을 추구하는 과학적 또는 신화적 여정을 비유적으로 묘사할 때 자주 사용된다.

## 같이 보기
- 청화천
- 창공